# Pat Southern
Patricia (Pat) Southern (22 juni 1948, nabij Altrincham) is een Brits bibliothecaris en historicus van het antieke Rome. Zij studeerde oude geschiedenis en archeologie aan de universiteiten van Londen en Newcastle upon Tyne. Van 1983 tot 1996 was zij  bibliothecaris van de vakgroep archeologie van de universiteit van Newcastle upon Tyne. Later vervulde zij dezelfde functie bij de bibliotheek van de Literary Philosophical Society, eveneens in Newcastle Zij schreef tot nu toe 13 boeken over de Romeinse geschiedenis en archeologie. Ook schreef zij talrijke artikelen voor zowel de BBC geschiedeniswebsite als ook voor het academische tijdschrift voor Romeinse studies, Britannia.
Zij heeft in 2008 een geschiedenis over haar woonplaats Altrincham gepubliceerd

## Selectie uit gepubliceerde werken
- Dixon, Karen & Southern, Pat, The Roman Cavalry 1992, Batsford, Londen, ISBN 0713463961
- Southern, Pat & Dixon, Karen, The Late Roman Army 1996, Batsford, Londen, ISBN 071347047X
- Southern, Pat, Domitian: Tragic Tyrant 1997, Batsford ISBN 978-0415165259
- Southern, Pat, The Roman Empire from Severus to Constantine 2001, Routledge, ISBN 0415239443
- Southern, Pat, The Roman Army: A Social and Institutional History 2007, Oxford University Press, ISBN 978-0195328783
- Southern, Pat, Empress Zenobia: Palmyra's Rebel Queen 2009, Hambledon Continuum, ISBN 978-1847250346
- Southern, Pat, The Story of Altrincham 2008, Amberly, ISBN 978-1848680807

## Voetnoten
1. ↑  (en)  Library of Congress Cataloging in Publication Data
2. ↑   About the Author in Southern, Pat Domitian: Tragic Tyrant 1997
3. ↑   About the Author in Southern, Pat The Roman Army: A Social and Institutional History 2007